# Леся Украинка
Ле́ся Украи́нка (укр. Леся Українка), настоящее имя Лари́са Петро́вна Ко́сач-Кви́тка (укр. Лариса Петрівна Косач-Квітка; 13 (25) февраля 1871, Новоград-Волынский, Волынская губерния — 19 июля (1 августа) 1913, Сурами, Тифлисская губерния) — украинская поэтесса, писательница, переводчица. Яркая представительница украинского революционного романтизма и критического реализма.
Писала в самых разнообразных жанрах: поэзии, лирике, драме, прозе, публицистике; работала в области фольклористики (220 народных мелодий записано с её голоса); активно участвовала в украинском национальном движении.
Известна благодаря своим сборникам стихов «На крыльях песен» (1893), «Думы и мечты» (1899), «Отзывы» (1902), поэм «Старая сказка» (1893), «Одно слово» (1903), драм «Боярыня» (1913), «Кассандра» (1903—1907), «В катакомбах» (1905), «Лесная песня» (1911) и другие.
Участвовала в социалистическом движении, была соучредительницей группы «Украинская социал-демократия»; занималась переводом на украинский язык «Манифеста Коммунистической партии» Карла Маркса и Фридриха Энгельса, однако нет надёжных свидетельств, что вышедший в итоге текст принадлежит её перу.
По результатам опросов украинцев в настоящее время Леся Украинка вошла в тройку самых выдающихся соотечественников, наряду с Тарасом Шевченко и Богданом Хмельницким.

## Биография

### Происхождение
Лариса Петровна Косач (Леся Украинка) родилась 13 (25) февраля 1871 года в городе Новоград-Волынском (ныне — Звягеле) в дворянской семье потомков казацкой старши́ны, православного вероисповедания.
Родители Леси Украинки — уроженцы Левобережной Украины. На Волыни поселились летом 1868 года, переехав из Киева на новое место службы её отца.
Отец, Ко́сач Пётр Антонович (1841—1909), — из дворян Черниговской губернии; юрист, общественный деятель, чиновник. Начал служебную карьеру с чина коллежского секретаря; в 1901 году произведён «за отличия» в действительные статские советники. На 1897 год — предводитель дворянства Ковельского уезда. Помещик. Очень любил литературу и живопись. В доме Косачей часто собирались писатели, художники и музыканты, устраивались вечера и домашние концерты.
Мать, Драгома́нова-Ко́сач Ольга Петровна (1849—1930), — из мелкопоместных дворян Полтавской губернии; украинская писательница, этнограф, публицист (псевдоним — Оле́на Пчи́лка, или Елена Пчёлка (укр. Оле́на Пчíлка)). Была активной участницей женского движения, издавала совместно с Натальей Кобринской альманах «Первый венок».
Дядя (брат матери), Драгома́нов Михаил Петрович (1841—1895), — потомственный дворянин; известный писатель, публицист, литературовед, фольклорист, общественный деятель, издатель, учёный-историк — приват-доцент Киевского университета, затем профессор Софийского университета (Болгария). С 1876 по 1895 г. жил за границей (в Швейцарии и Болгарии), сотрудничал с Иваном Франко. Ему принадлежит одна из ведущих ролей в формировании взглядов племянницы согласно своим социалистическим убеждениям, идеалам служения родине. С его помощью Леся (так Ларису называли в семье) основательно изучила ряд иностранных языков, что дало ей возможность широко ознакомиться с классическими произведениями мировой литературы.

### Раннее детство
Леся и её старший брат Михаил (за неразлучность в семье их часто называли, в шутку, общим именем — Мишелосие) учились у частных учителей. В четыре года Леся научилась читать. В январе 1876 года Ольга Косач с детьми Михаилом и Ларисой приехала в Киев, чтобы попрощаться со своим братом Михаилом Драгомановым перед его отъездом в зарубежье. Летом того же года О. П. Косач вместе с Лесей и Михаилом отдыхали в селе Жаборица (ныне — юго-восточная часть Барановки). Здесь Леся впервые услышала рассказы матери о мавке и познакомилась с украинским фольклором. О. П. Косач вместе с детьми ходила по домам в селе и собирала песни и орнаменты в свою коллекцию.

### Детство
В 1878 году родители Леси посетили Всемирную выставку в Париже и встретились с М. П. Драгомановым. В это время ухаживать за детьми приезжает Елена Антоновна Косач, сестра Лесиного отца. Дружба с «тётей Елей» оставила заметный след в жизни и творчестве поэтессы.
19 ноября того же года приказом Министерства внутренних дел Петра Антоновича Косача переводят на работу в Луцк, на должность председателя Луцкого съезда мировых посредников. В следующем году он приобретает 471,44 десятин (около 500 га) земли с усадьбой в селе Колодяжное (ныне — в Ковельском районе Волынской области, Украина).
В марте 1879 года арестовывают Елену Антоновну Косач, тётю Леси, курсистку акушерских Еленинских курсов, за участие в покушении на шефа жандармов Дрентельна, позже её административно вышлют в город Пудож Олонецкой губернии, а 1881 году сошлют в Сибирь на пять лет (г. Ялуторовск Тюменской обл., а затем — в г. Тюмень). Узнав об этом, Леся в конце 1879 или в начале 1880 года написала своё первое стихотворение «Надежда».
Летом 1880 года Александра Антоновна Косач-Шимановская, тётя Леси, с двумя сыновьями переезжает в Луцк, живёт в семье Косачей. Причиной переезда стал арест и ссылка в Сибирь её мужа Бориса Шимановского. Тётя Саша — первая Лесина учительница музыки. К ней Леся на всю жизнь сохранила чувство глубокой благодарности.
18 января 1881 года Леся очень сильно простудилась, что послужило началом тяжёлой болезни. Начались нестерпимые боли в правой ноге. Сперва решили, что это — острый ревматизм. Затем боли появились в руках.
В этом же году О. П. Косач повезла детей в Киев для обучения у частных преподавателей. Там Михаил и Леся начали учиться по программе мужской гимназии; Леся берёт уроки игры на фортепиано у жены Николая Лысенко — Ольги Александровны О’Коннор.
В начале мая 1882 года Косачи переезжают в село Колодяжное, которое отныне и по 1897 год стало для них постоянным местом жительства. Здесь. в Колодяжном, 10 июня 1882 года родилась сестра Леси Оксана, 3 сентября 1884 года — брат Николай, 22 марта 1888 года — сестра Изидора; сестра Ольга родилась в Новоград-Волынском 26 мая 1877 года.
А тем временем Леся с братом Михаилом живут в Киеве, учатся у частных учителей, изучают греческий и латинский языки. Летом 1883 года у Леси диагностировали туберкулёз костей; в октябре этого же года профессор А. Ринек оперировал левую руку, удалил кости, поражённые туберкулёзом. Рука осталась искалеченной. О музыкальной карьере Леси не могло быть и речи.
В декабре Леся возвращается из Киева в Колодяжное, состояние здоровья улучшается. С помощью матери Леся изучает французский и немецкий языки.

### Юность

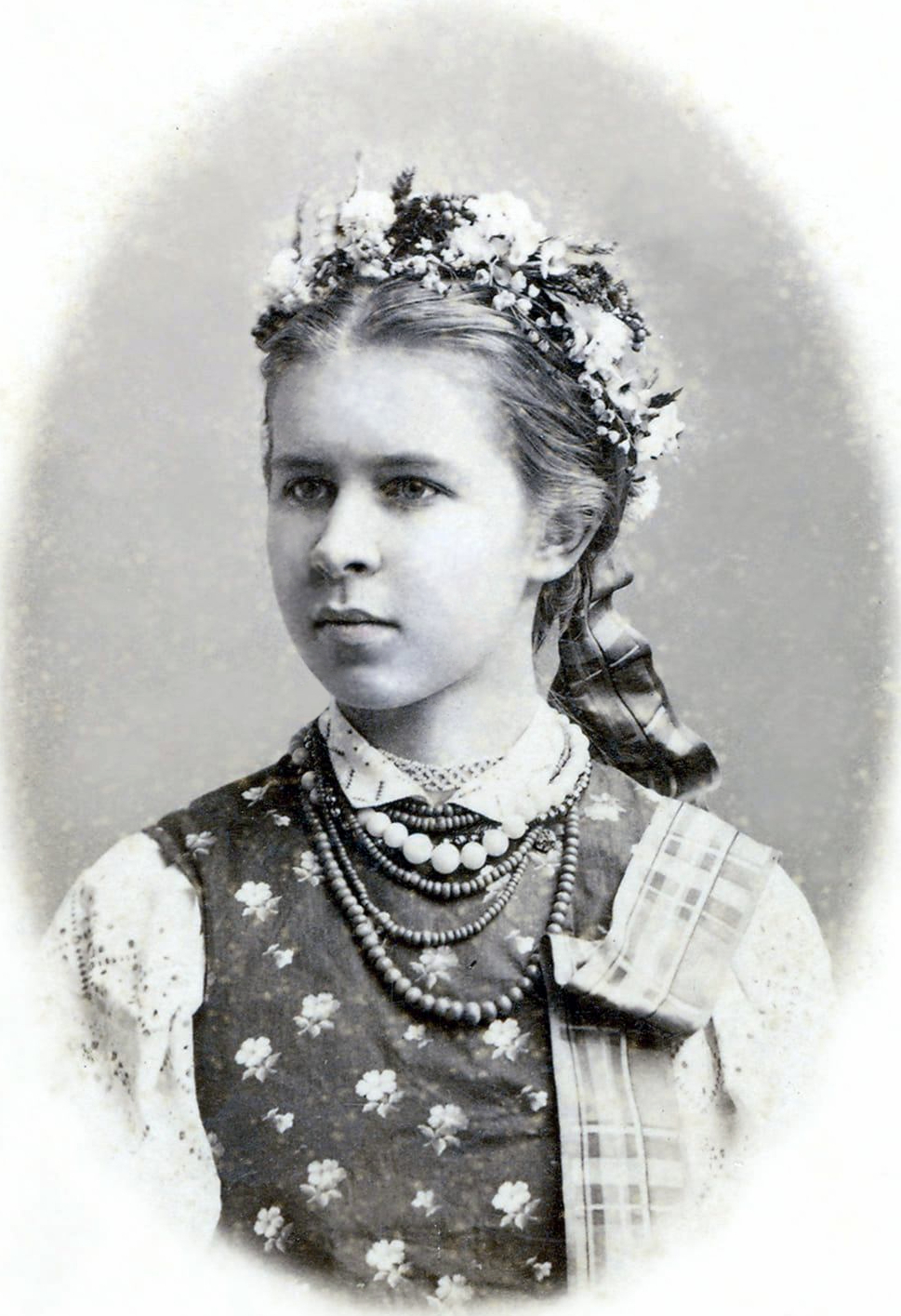
Леся Украинка в 1887 году

Начиная с 1884 года, Леся активно пишет стихи на украинском языке («Ландыш», «Сафо», «Лето красное прошло» и др.) и публикует их во Львове в журнале «Зоря». Именно в этом году появился псевдоним «Леся Украинка». Сердечная дружба объединяет Ларису с её старшим братом Михаилом.
Некоторое время Леся училась в художественной школе Николая Мурашко в Киеве. От этого периода осталась одна картина, написанная масляными красками.
Позже Лесе пришлось получать образование самостоятельно, в чём ей помогала мать. Ольга Петровна знала много европейских языков, включая и славянские (русский, польский, болгарский и др.), а также древнегреческий, латинский, что свидетельствовало о её высоком интеллектуальном уровне. Об уровне домашнего образования Леси может свидетельствовать тот факт, что в 19-летнем возрасте она по трудам Менара, Масперо и других учёных составила для своих сестёр учебник «Древняя история восточных народов» на украинском языке (напечатан в Екатеринославе в 1918 году), много переводила на украинский язык (произведения Гоголя, Мицкевича, Гейне, Гюго, Гомера и др.). Ольга Петровна воспитывала Лесю как сильного человека, не имеющего права на чрезмерное выражение своих чувств.

### Зрелость

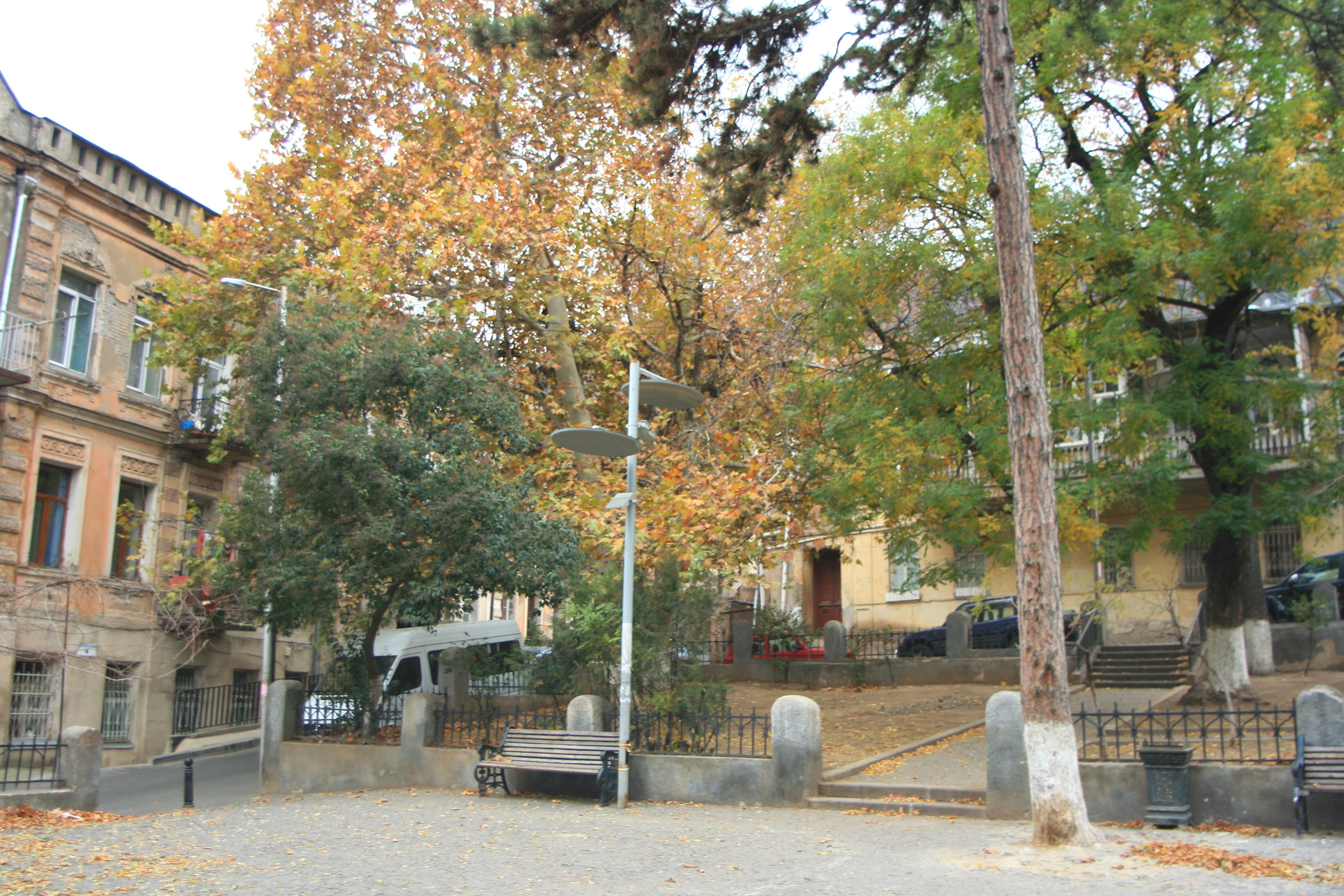
Дом в Тбилиси, где жила Леся Украинка

Побывав в 1891 году в Галиции, а позже и на Буковине, Лариса Косач познакомилась со многими выдающимися деятелями культуры Западной Украины: И. Франко, М. Павликом, О. Кобылянской, В. Стефаником, О. Маковеем, Н. Кобринской. Основное направление социально-политического мировоззрения Ларисы Косач сформировалось после круглогодичного (1894—1895) её пребывания у дяди Михаила Драгоманова в Софии и трагического события, каким для неё стала его смерть.
Тяжёлая болезнь вынуждала Лесю Украинку с юных лет часто выезжать на курортное лечение. Лечение в Германии, Австро-Венгрии, Италии, Египте, неоднократное пребывание на Кавказе (с 1904 года около полутора лет жила в Тифлисе), в Одессе, в Крыму обогатило её впечатления и способствовало расширению кругозора писательницы.
В начале марта 1907 года Леся Украинка переезжает из Колодяжного в Киев, а в конце марта вместе с Климентом Квиткой совершает поездку в Крым, где, в частности, посещает Севастополь, Алупку, Ялту.
25 июля (7 августа) 1907 года Лариса Петровна Косач повенчалась «без оглашения» в Вознесенской церкви на киевской Демиевке с Климентом Квиткой, юристом по специальности и фольклористом-музыковедом по призванию. Молодожёны поселились в Киеве по адресу: Большая Подвальная улица (теперь — улица Ярославов Вал), д. 32, кв. 11. 21 августа они вместе отправляются в Крым, где Квитка получил должность в суде.
В это время Леся много работает на литературном поприще. 5 мая 1907 года была завершена драматическая поэма «Айша и Мохаммед», 18 мая — поэма «Кассандра», работу над которой начала ещё в 1903 году. 12 мая Леся Украинка направила в альманах «Из неволи» (Вологда) драматическую поэму «На руинах». Издание печаталось для помощи политическим ссыльным. В сентябре было написано стихотворение «За горой зарницы», продолжена работа над произведениями «В пуще», «Руфин и Присцилла».

### Последние годы жизни

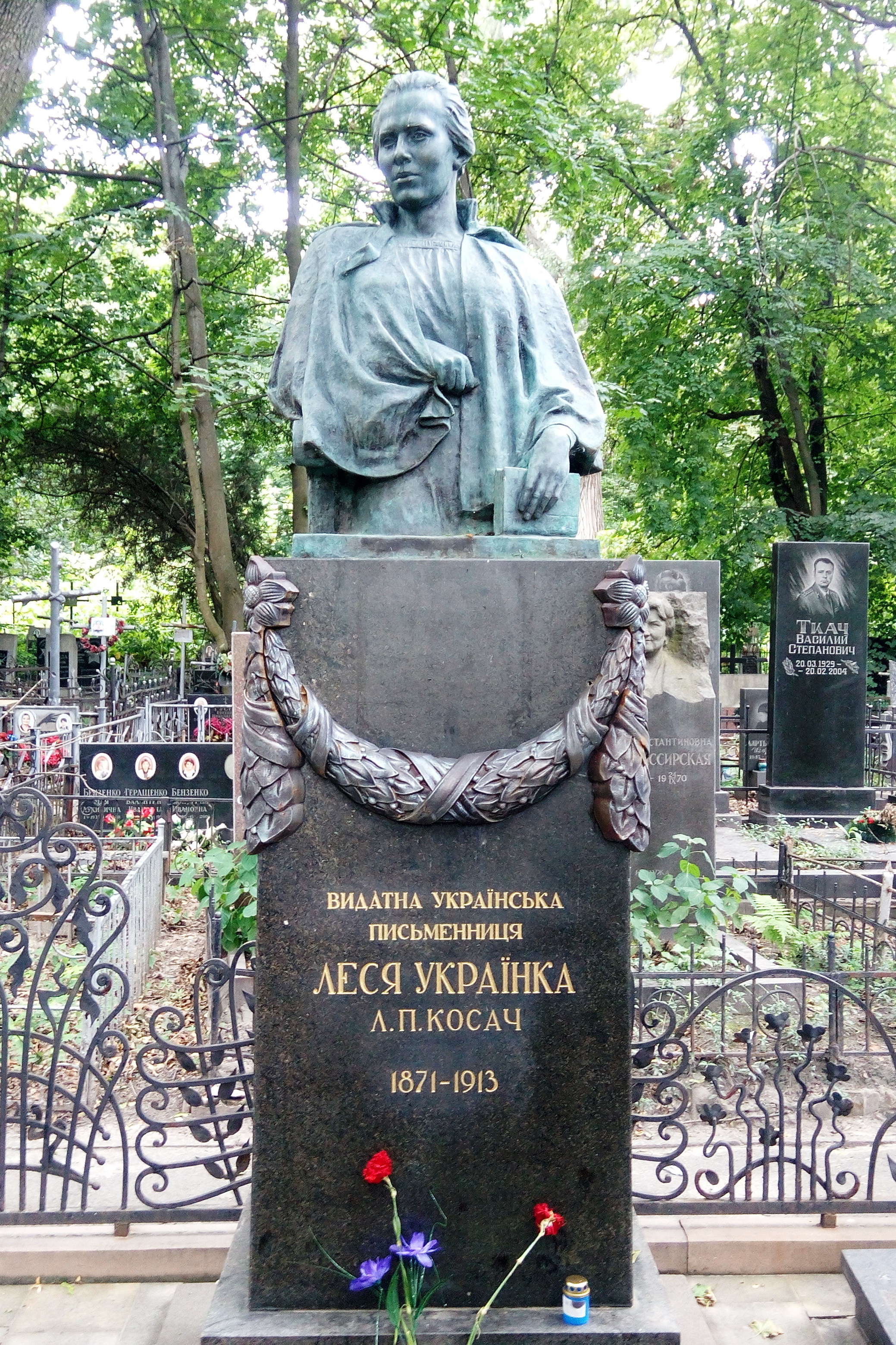
Надгробие Леси Украинки на «Старом» Байковом кладбище

Последние годы жизни Леси Украинки прошли на курортах Египта и Грузии. Болезнь неумолимо прогрессировала. К обострившемуся процессу костного туберкулёза прибавилась неизлечимая болезнь почек. Превозмогая боль, тяжёлые страдания, Леся Украинка находила силы для творчества. Вместе с мужем Климентом Квиткой она работала над собранием фольклора, интенсивно обрабатывала собственные драмы. На Кавказе, вспоминая детство, Волынь, красоту природы Полесья, за несколько дней написала драму-феерию «Лесная песня» (укр. Лісова пісня). На последнем году жизни Леся создала драматическую поэму «Оргия» и посвящённый Ивану Франко лирико-эпический триптих «Что даст нам силу?»— «Орфеево чудо» — «Про великана» (укр. «Що дасть нам силу?»—«Орфеєве чудо»—«Про велета»). Узнав о тяжёлом состоянии Леси, в Грузию приехала её мать. Ей писательница диктовала проекты своей последней, так и не написанной, драмы «На берегах Александрии».
Умерла Леся Украинка 19 июля (1 августа) 1913 года в Сурами (недалеко от Боржоми, Грузия) в возрасте 42 лет. Похоронена на Байковом кладбище в Киеве (надгробный памятник — бронза, гранит; скульптор — Г. Л. Петрашевич; установлен в 1939 году). Памятник считается «памятником истории национального значения», и не раз подвергался воровству бронзовых элементов с памятника: 1 августа 2010 года, 24 апреля 2017 года, 25 февраля 2018 года.

## Личная жизнь

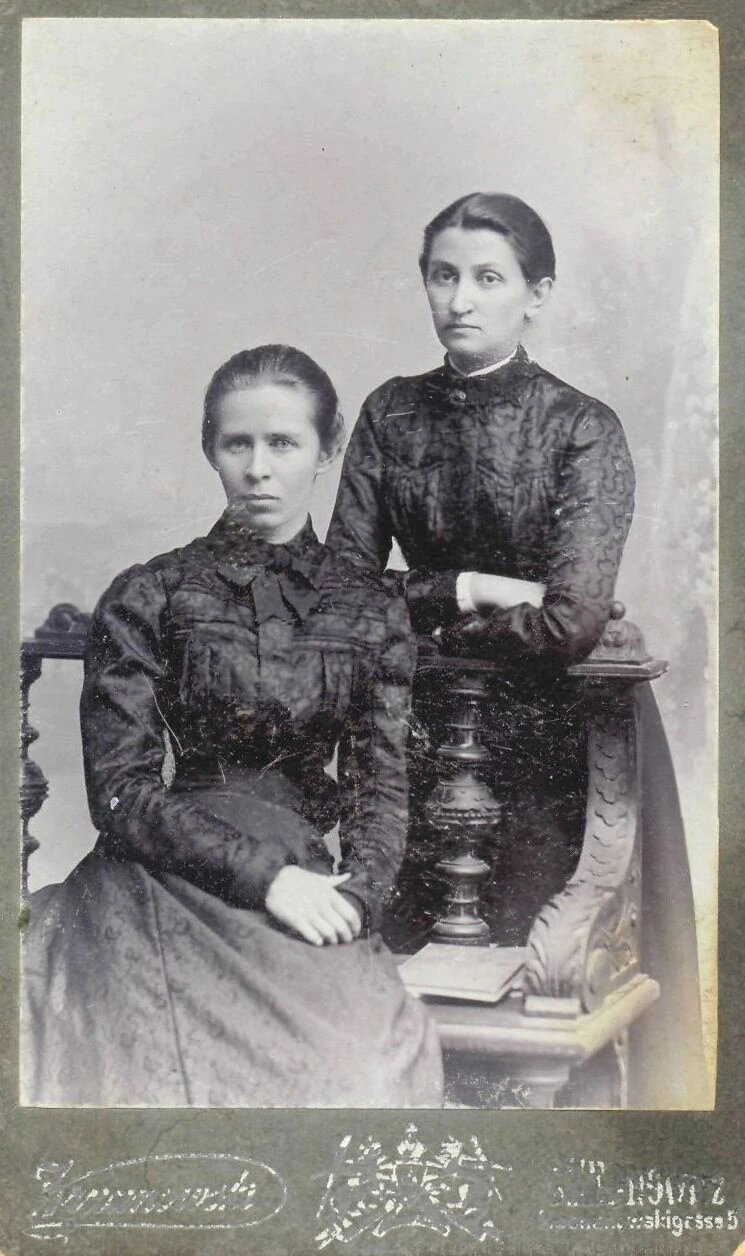
Ольга Кобылянская и Леся Украинка (слева). Черновцы, 1901 год.

В 1898 году в Ялте Лариса Петровна познакомилась с Сергеем Константиновичем Мержинским, общественным деятелем, выпускником Киевского университета Святого Владимира. Мержинский жил некоторое время в Ялте, проходя лечение от туберкулёза. Леся была влюблена в Мержинского и посвятила ему письмо-исповедь «Твои письма всегда пахнут увядшими розами…» («Твої листи завжди пахнуть зов’ялими трояндами…»), написанный 7 декабря 1900 года. В 1901 году Леся едет в зимний Минск к смертельно больному Мержинскому, своей первой и неразделённой любви. За одну ночь, у постели умирающего любимого, Леся создаёт одно из своих сильнейших произведений — драму «Одержимая». Уже не встававший с постели Мержинский диктует Лесе письма к Вере Крыжановской, сосланной в Вологду. Сергей Мержинский умер 3 марта 1901 году на руках Леси, а она сама на шесть лет надевает чёрные траурные одежды.
После смерти Мержинского близкой подругой Леси Украинки становится писательница Ольга Кобылянская. Ряд исследователей, среди которых Соломия Павлычко, Тамара Гундорова и Вера Агеева, считают, что их связь в том числе была любовной. Этому мнению возражает литератор Оксана Забужко. До конца жизни писательницы сохраняют нежную переписку, для которой изобретают особый шифр, используя безличные местоимения для выражения любви друг к другу.
В 1907 году поэтесса снова вернулась в Крым с Климентом Васильевичем Квиткой, впоследствии ставшим её мужем. Поспешный переезд спас жизнь Клименту Квитке, туберкулёз постепенно отступил. В течение супружеской жизни Климент Квитка записал песни, которые Леся помнила ещё с детства. А уже после смерти жены, в 1917 году издал фотоскопическим способом двухтомник «Мелодии с голоса Леси Украинки». Климент Васильевич дожил до 1953 года, пережив жену на 40 лет.

## Творчество
Лина Костенко в предисловии к сборнику драматических поэм Леси Украинки находит в античных и христианских сюжетах Леси Украинки «жгучие аналогии, весь гордиев узел национальной истории», и утверждает, что до неё «в украинской литературе… драматической поэмы практически не было», а «определение жанра — „драматическая поэма“ — она ввела первая», а по мнению советского литературоведа Александра Дейча «самый жанр драматической поэмы, с такой полнотой введённый Лесей Украинкой в родную литературу, ведет свое начало от Пушкина».
В драме-феерии «Лесная песня» Леся Украинка, используя богатство поэтики народных песен, создала гениальную ритмику — нерифмованный пятистопный ямб, три -, шести- и семистопный хорей, двух- и трёхстопный анапест, дактиль, амфибрахий.

## Произведения

### Драмы
- Драма «Голубая роза» (укр. Блакитна троянда; 1896).
- Драма «Прощание» («Прощання», 1896).
- Драматическая поэма «Одержимая» (укр. Одержима; 1901).
- Драматическая поэма «На руинах» («На руїнах», 1904).
- Драматическая поэма «Айша и Мохаммед» (1907)[26]
- Драматическая поэма «В катакомбах» («У катакомбах», написана в 1905 году, впервые опубликована в 1906 году в еженедельном общественном журнале «Рідний край», Полтава). Посвящена «уважаемому побратиму А. Крымскому».
- Драматическая поэма «Кассандра» («Кассандра», 1907).
- Драматическая поэма «Боярыня» (укр. Бояриня; 1910).
- Драма-феерия «Лесная песня» («Лісова пісня», 1911).
- Драматическая поэма «Адвокат Мартіан» («Адвокат Мартиан», 1911—1912, опубликовано в 1913 году в журнале «Літературно-науковий вісник»[27]).
- Поэтическая драма «Каменный хозяин» (укр. Камінний господар; 1912).

### Поэмы
- Русалка (1885).
- Самсон (1888).
- Лунная легенда (Місячна легенда, 1889—1892).
- Роберт Брюс, король шотландский (1893).
- Старая сказка (Давня казка, 1893)
- Одно слово (1903)
- Віла-посестра (1901, 1911)
- Якутская поэма (Якутська поема, 1904). Впервые издана в 1945 году.
- Изольда Белорукая (Ізольда Білорука, 1912).

### Стихотворения
- Сборник стихов «На крыльях песен» (укр. На крилах пісень; 1893)
- Сборник стихов «Мысли и грёзы» (укр. Думи і мрії; 1899)).
- Сборник стихов «Отклики» (укр. Відгуки; 1902).

## Собрание сочинений
- Собрание сочинений: В 3 т.: Пер. с укр. / Леся Украинка; [Ред.: М. Рыльский и др.]; [Вступ. статья: А. Дейч. «Леся Украинка», с. VII—XL]. — Москва: Гослитиздат, 1950.
- Собрание сочинений: В 4 т.: Пер. с укр. / [Под ред. Н. Брауна и др.]; [Вступ. статьи А. Дейча и М. Рыльского]; [Коммент. А. Дейча]. — Москва: Гослитиздат, 1956.
- Зібрання творів: у 12 т. / Леся Українка; АН УРСР; [редкол.: Є. С. Шабліовський (голова) та ін.]. — Київ: Наук. думка, 1975—1979.

## Экранизации
- 1961 — Лесная песня (фильм)
- 1971 — Камінний господар (фильм)
- 1976 — Лесная песнь (мультфильм)
- 1981 — Лесная песня. Мавка (фильм)
- 1986 — Искушение Дон-Жуана
- 1988 — Голубая роза (фильм)
- 1991 — Оргія (телевизионный спектакль)
- 2022 — Мавка. Лесная песня (мультфильм)

## Память

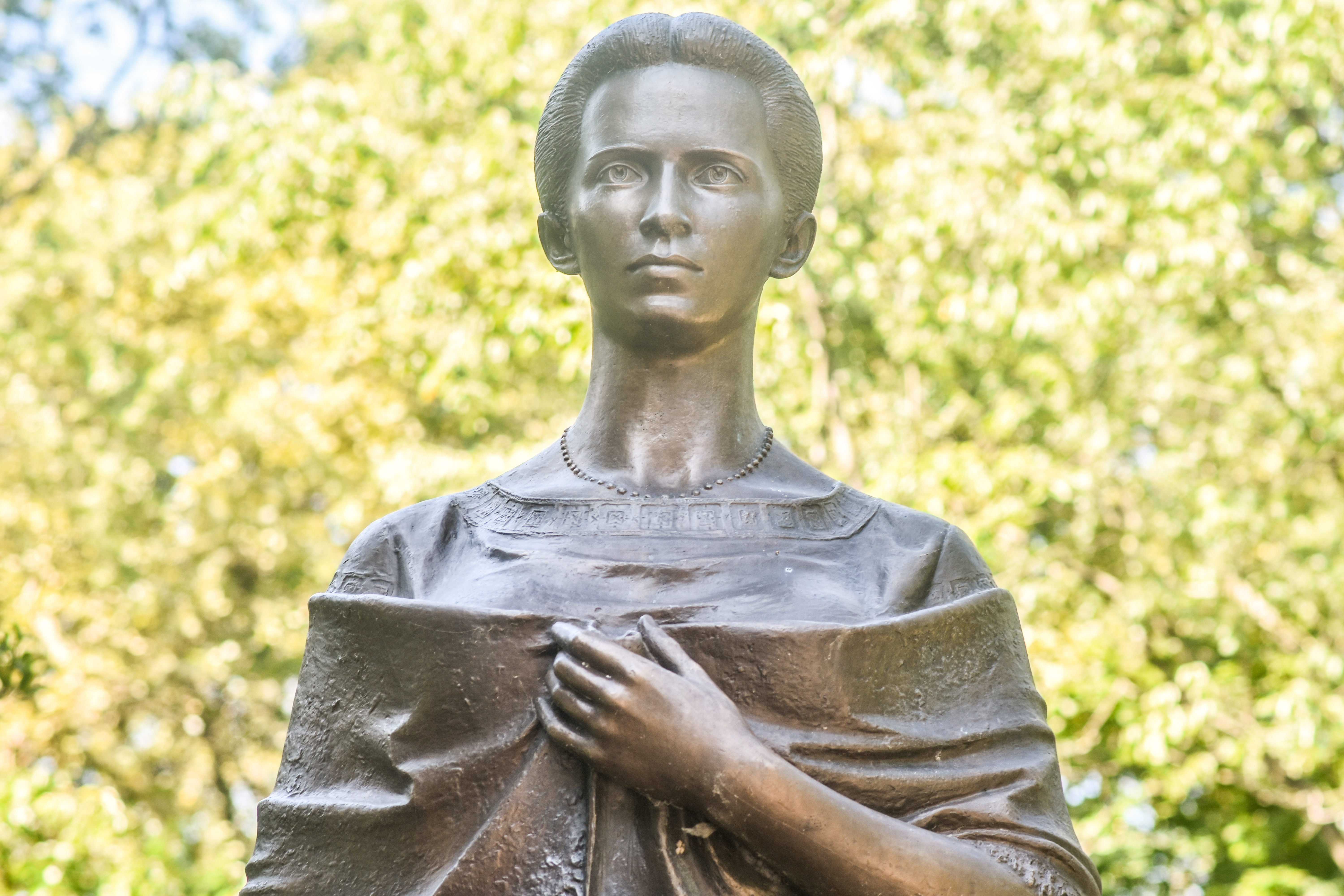
Памятник Лесе Украинке в Кливленде, США
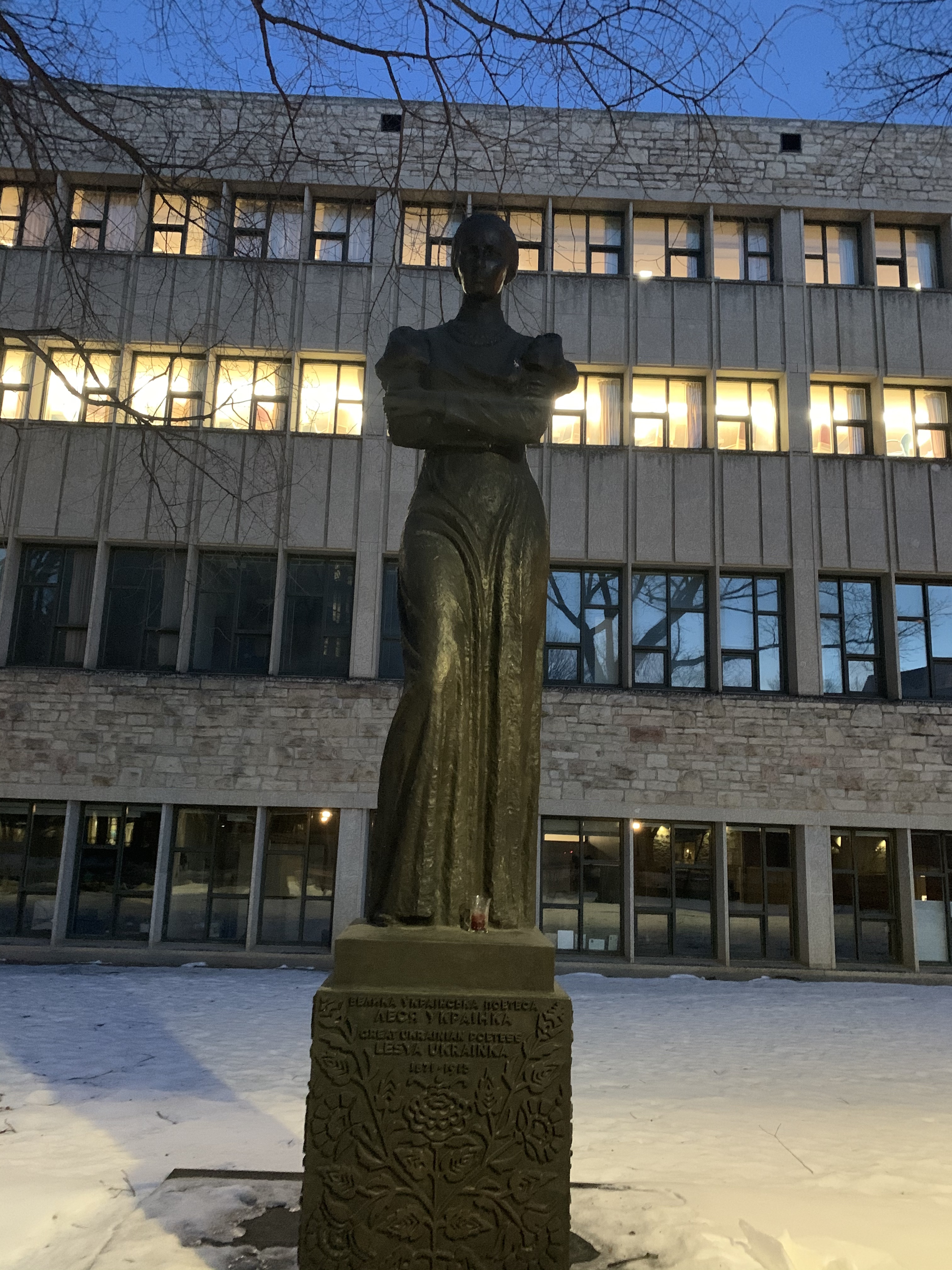
Статуя на территории кампуса Университета Саскачевана (Саскатун, Канада)
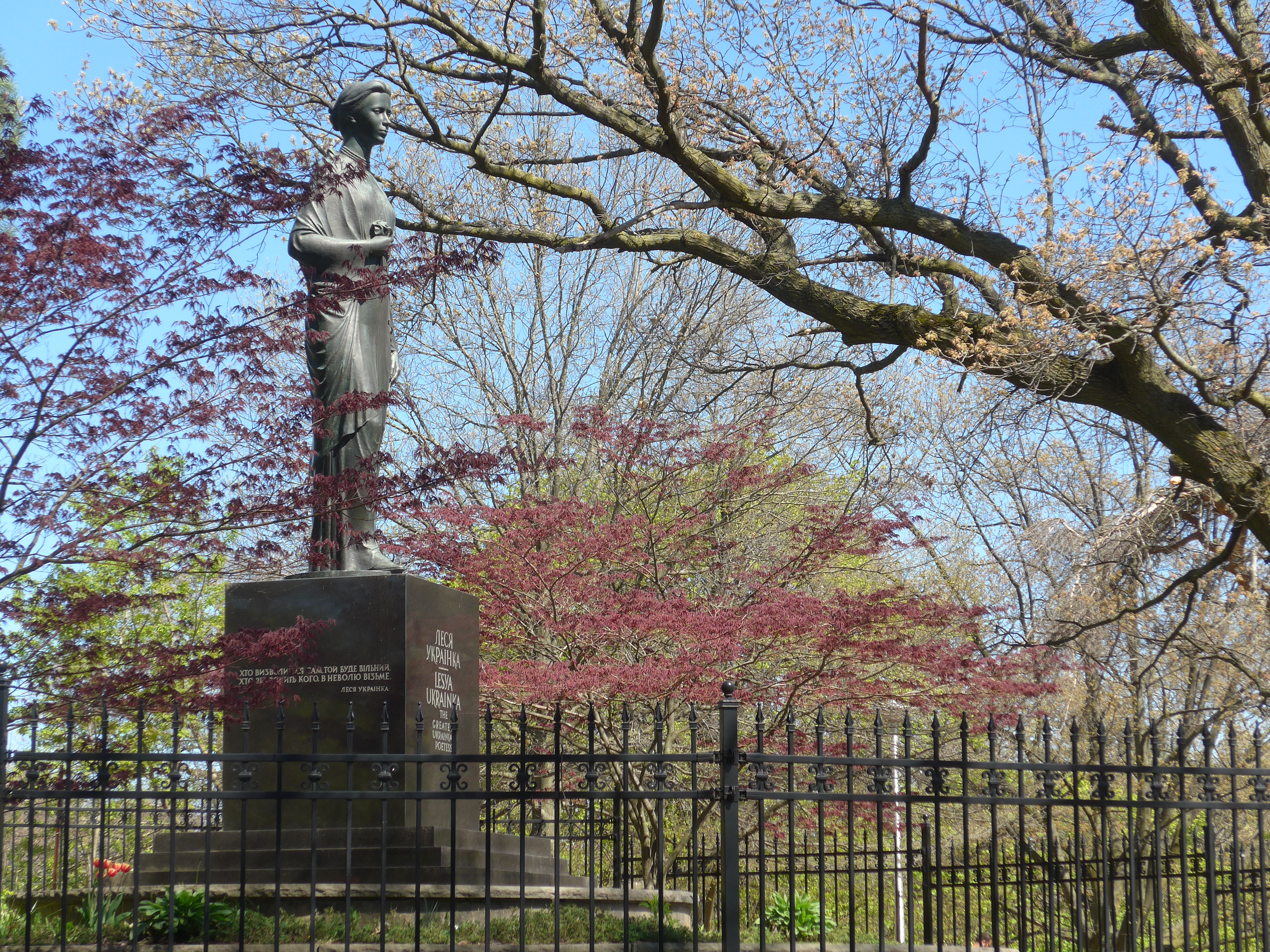
Памятник в High Park, в Торонто скульптора Михаила Черешневского.
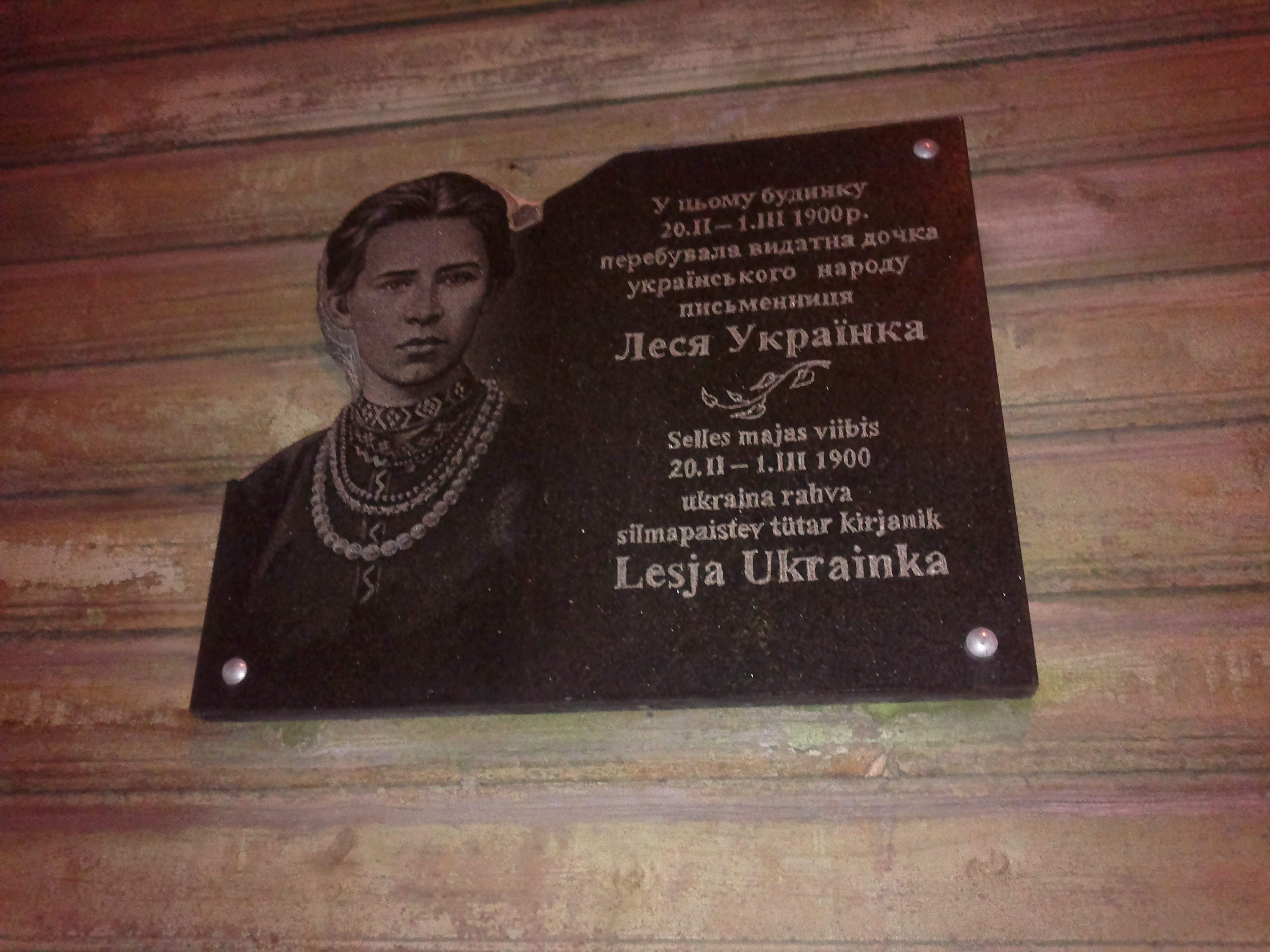
Памятная доска в Тарту, Эстония
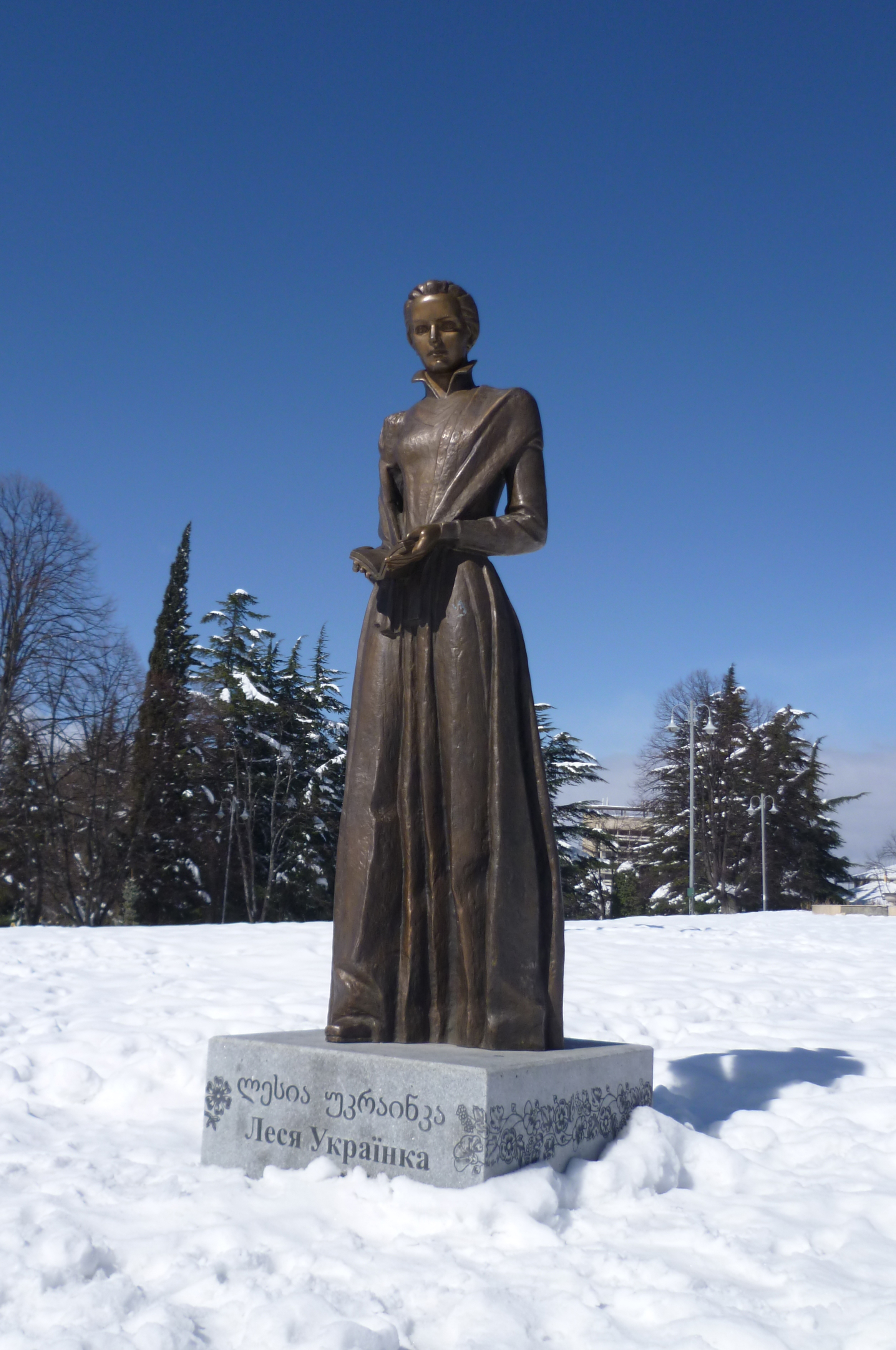
Памятник Лесе Украинке в Телави, Грузия
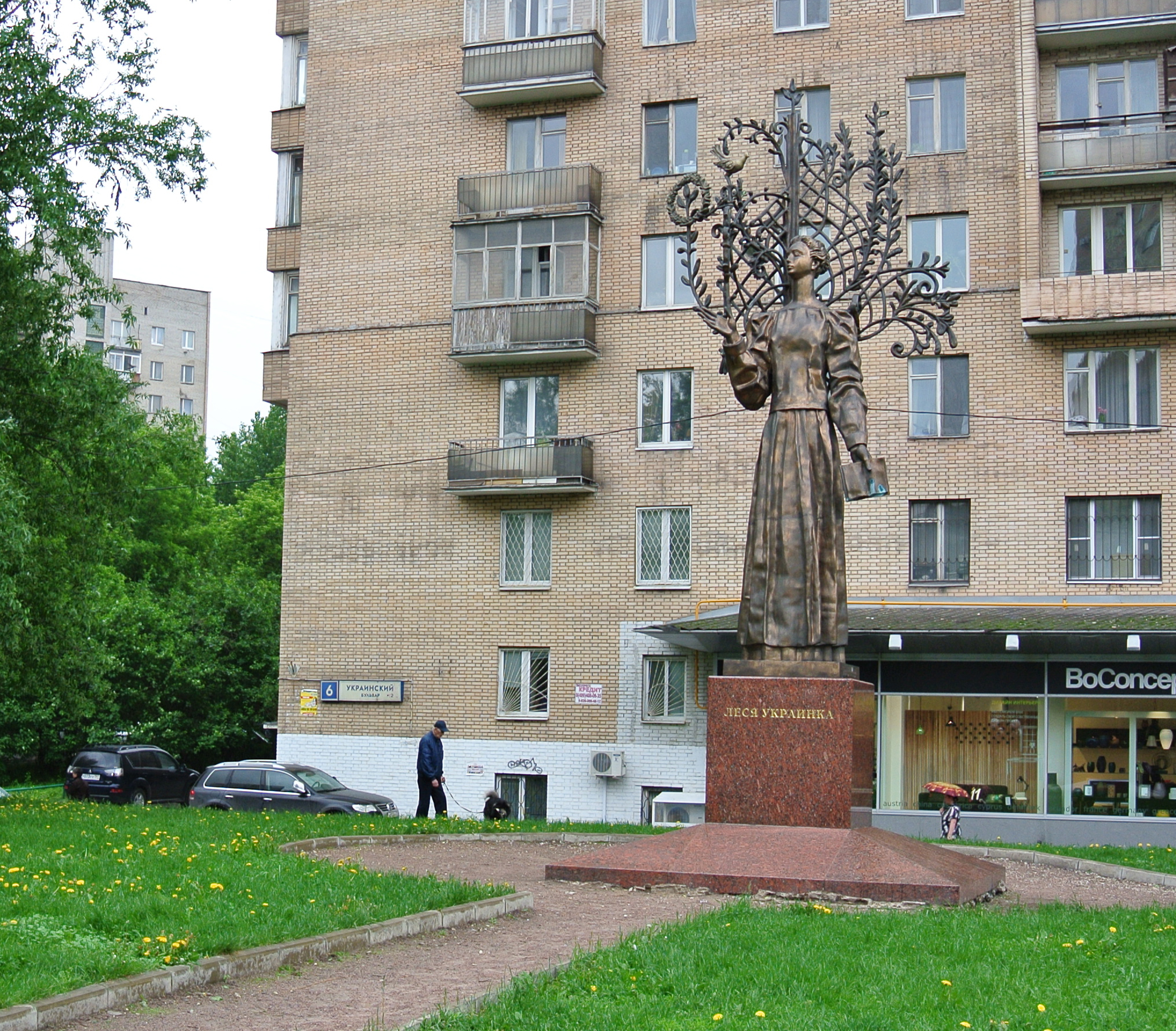
Памятник Лесе Украинке в Москве
Леся Украинка. Скульптор Владимир Лупийчук. Резьба по дереву. Коллекция Збаражского замка
Памятник Лесе Украинке в Луцке
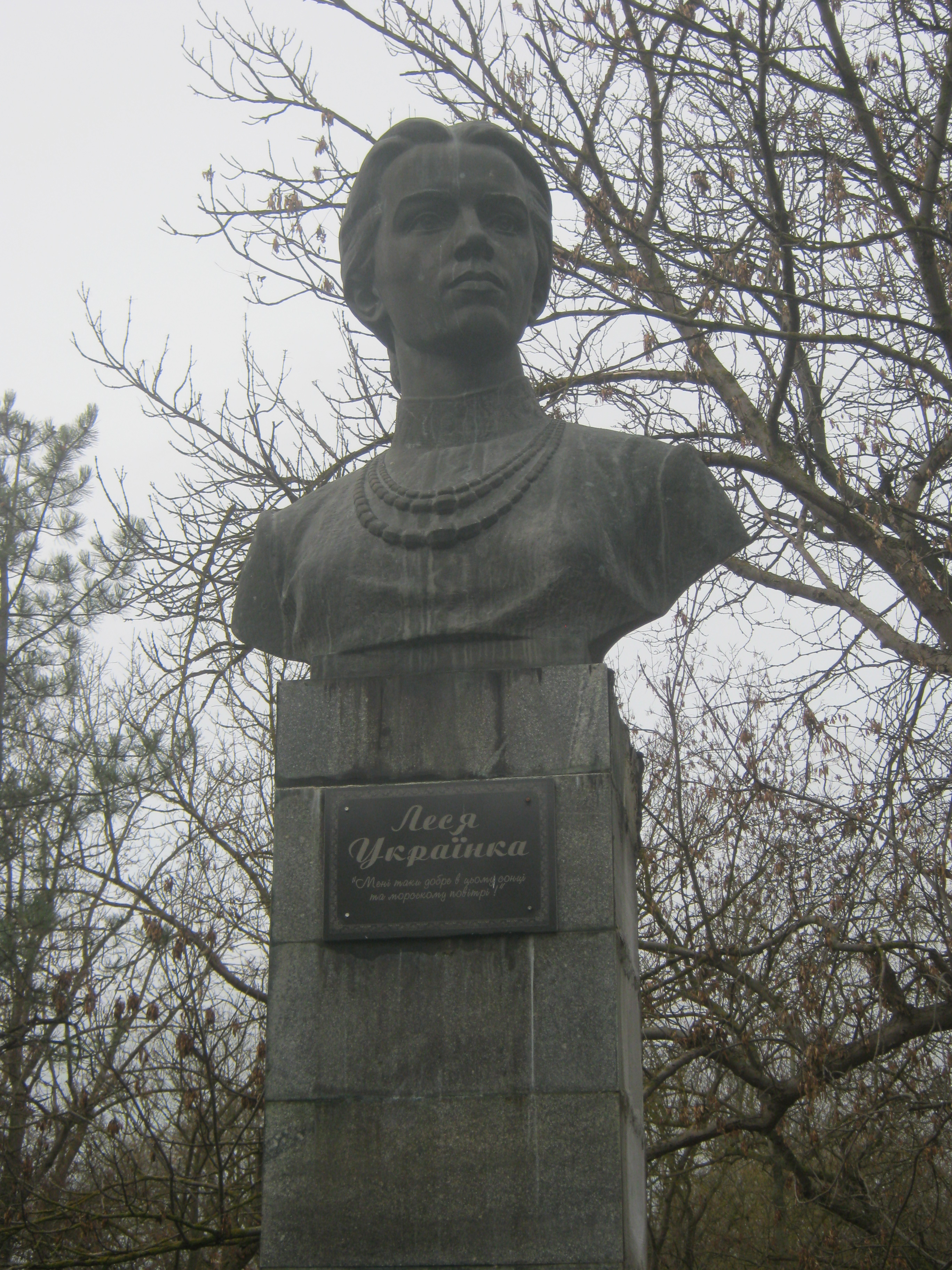
Памятник Лесе Украинке в городе Саки
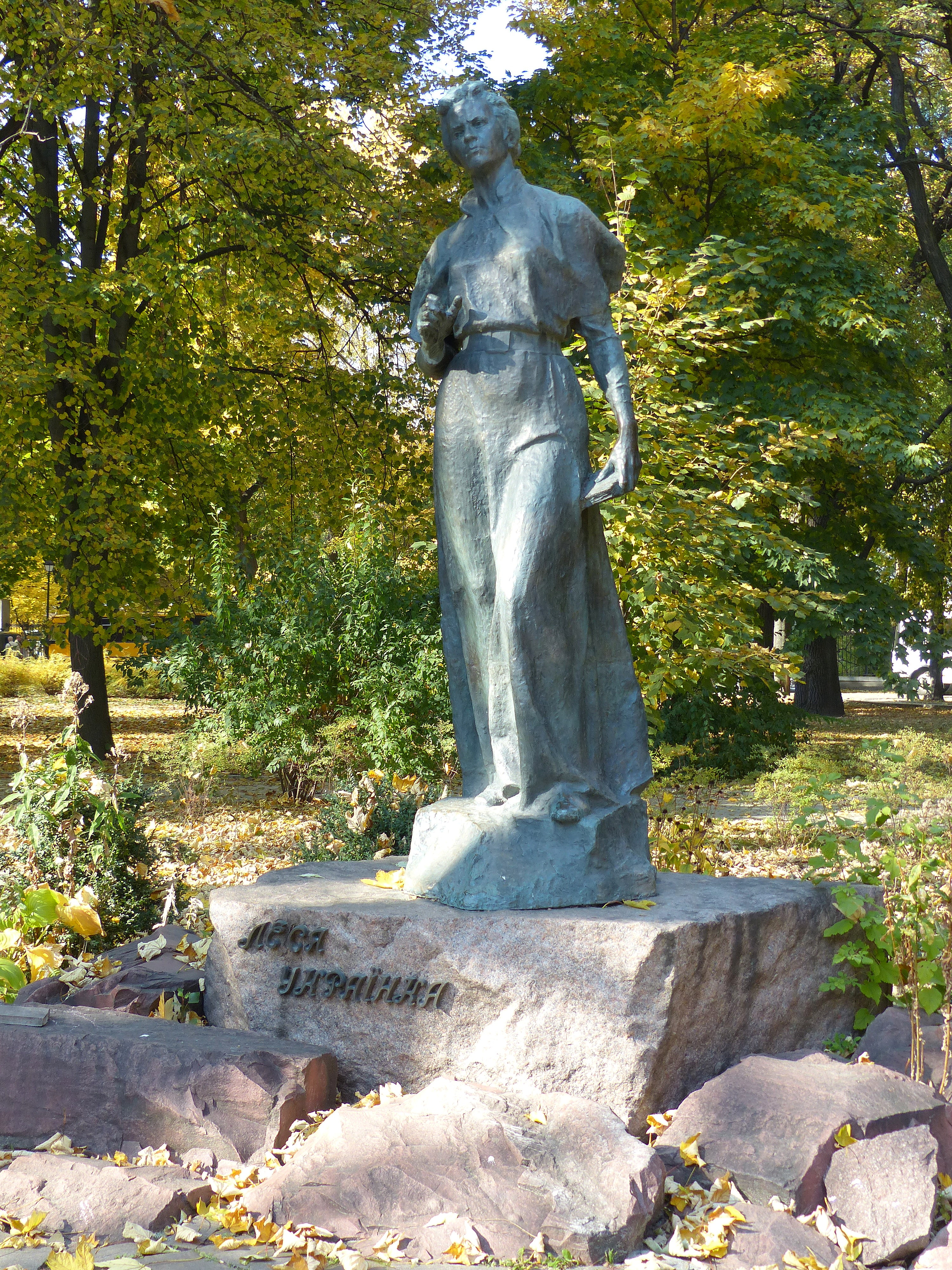
Памятник Лесе Украинке в городе Киеве

2001 год был объявлен ЮНЕСКО годом Леси Украинки.
В январе 2004 года была утверждена Премия Кабинета Министров Украины имени Леси Украинки за литературно-художественные произведения для детей и юношества.
Именем Леси Украинки назван астероид (2616) Леся, который был открыт в августе 1970 года.
В честь писательницы её именем названы:
- Бульвар и площадь в Киеве.
- Библиотека № 268 им. Л. Украинки[30] в Москве.
- Улицы — в Васильковке, Копейске, Припяти, Ивано-Франковске, Виннице, Харькове, Мерефе, Луцке, Москве, Тбилиси, Батуми, Иркутске, Минске, Ялте, Симферополе, Евпатории, Каменце-Подольском, Ковеле, Львове, Бресте, Черновцах, Черкассах, Горловке, Одессе, Житомире, Полтаве, Кропивницком, Кременчуге, Гадяче, Севастополе, Мелитополе, Сумах, Сочи, Почепе и Таразе.
- Волынский национальный университет имени Леси Украинки.
- Центральный парк культуры и отдыха имени Леси Украинки (Луцк, Украина)[укр.].

- Театры:

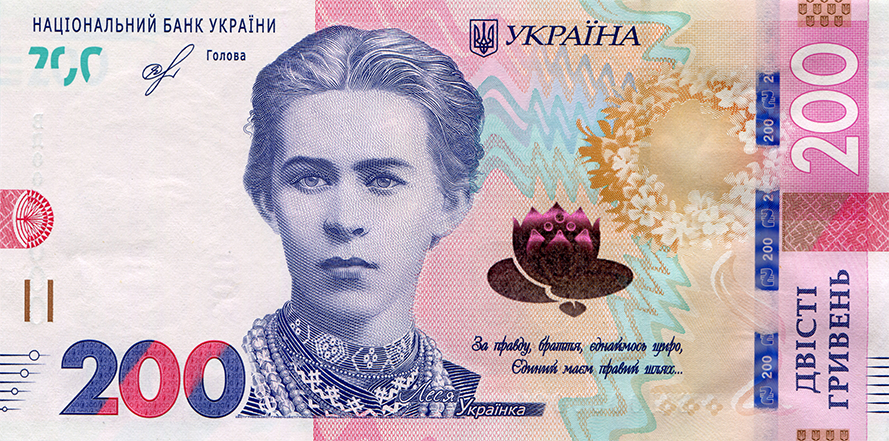
Леся Украинка на банкноте 200 гривен. 2020

  - Национальный академический театр русской драмы имени Леси Украинки (Киев)[31].
  - Музыкально-драматический театр имени Леси Украинки (Каменское)[32].
  - Львовский академический драматический театр имени Леси Украинки
- Швейная фабрика в Черкассах[33].
- Дворец культуры в Одессе[34].
- Существуют музеи Леси Украинки: в Киеве, в Звягеле, музей-усадьба Леси Украинки в Колодяжном (на Волыни)[35], в Ялте (временно закрыт в 2016 году[36]), Народный музей Леси Украины (с. Косовщина, Сумская область)[37].
- В 1952 году в городе Сурами (Грузия) основан музей Леси Украинки[38].
- Памятники Лесе Украинке установлены в Киеве, Хай-парке Торонто (Канада)[39], на Украинском бульваре в Москве[40], в Телави (Грузия), в Звягеле (Украина), в Луцке (Украина), Днепре (Украина).
- В 1993 году на одноимённой улице в городе Полонное Полонского района Хмельницкой области установлен памятник Лесе Украинке[41].
- В Балаклаве 3 октября 2004 года был открыт памятник Лесе Украинке.
- 1971 году отмечалось 100-летие со дня рождения Леси Украинки[42].
- В 2001 году портрет Леси Украинки помещён на купюру номиналом в 200 гривен, на банкноте образца 2007 года портрет был заменён на новый.
- В 2011 году НБУ выпущена серебряная монета с изображением Леси Украинки номиналом 20 гривен.
- В честь Леси Украинки выпущен ряд почтовых марок:

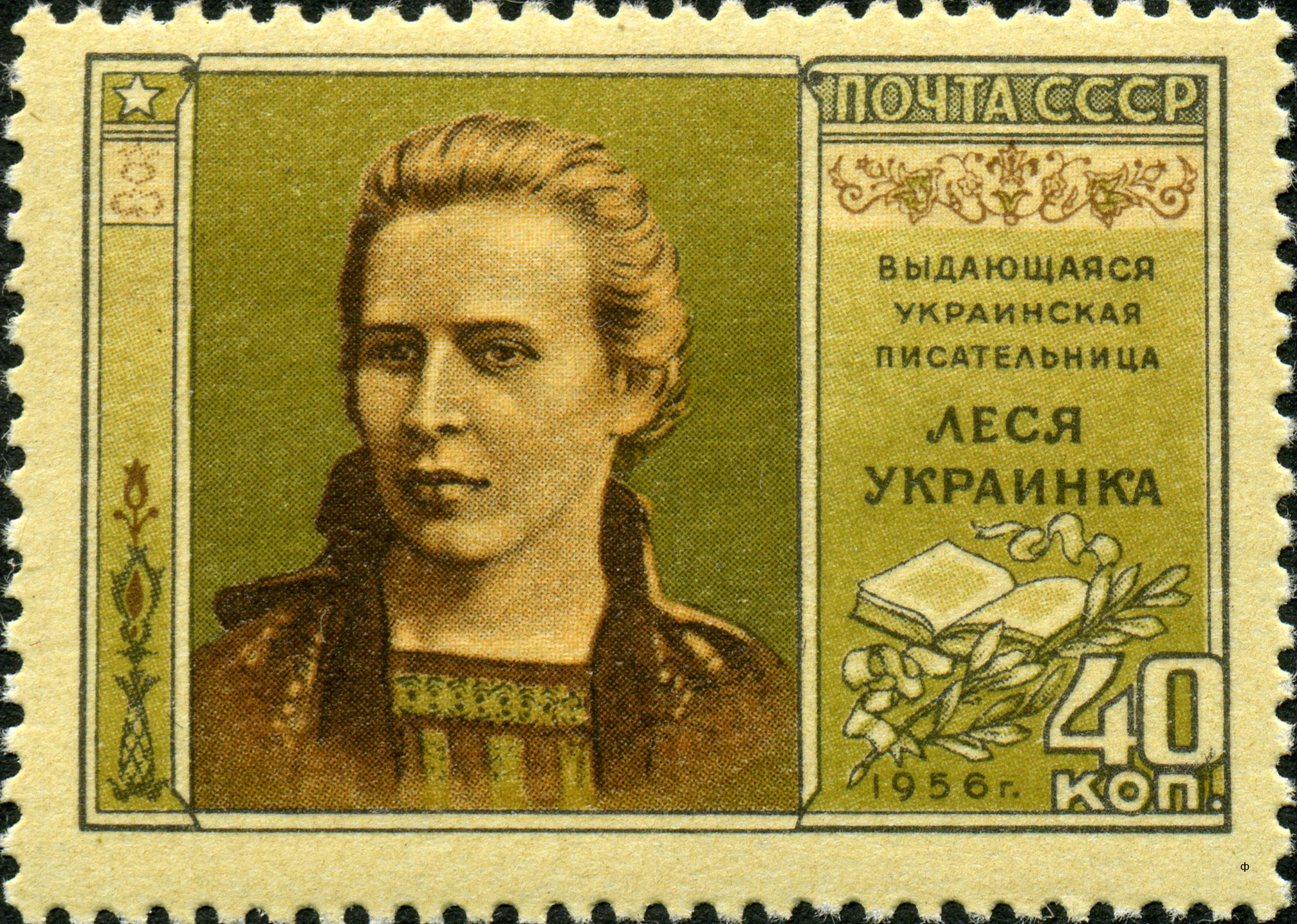
Почтовая марка СССР, 1956 год
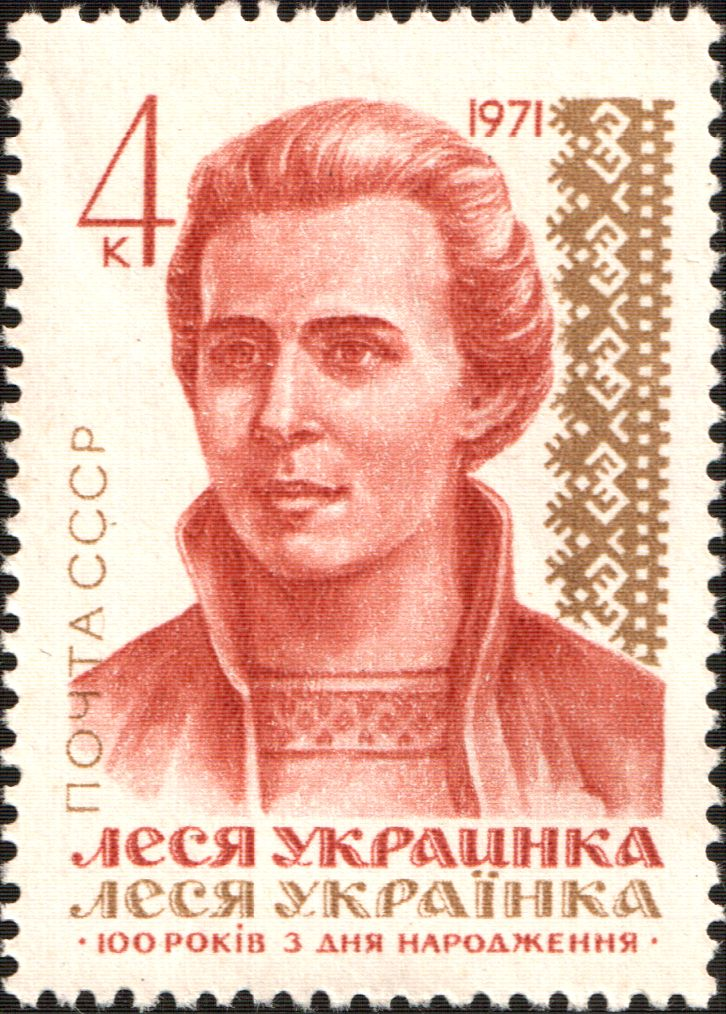
Почтовая марка СССР, 1971 год
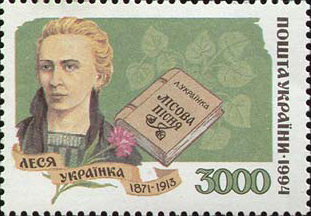
Почтовая марка Украины, 1994 год
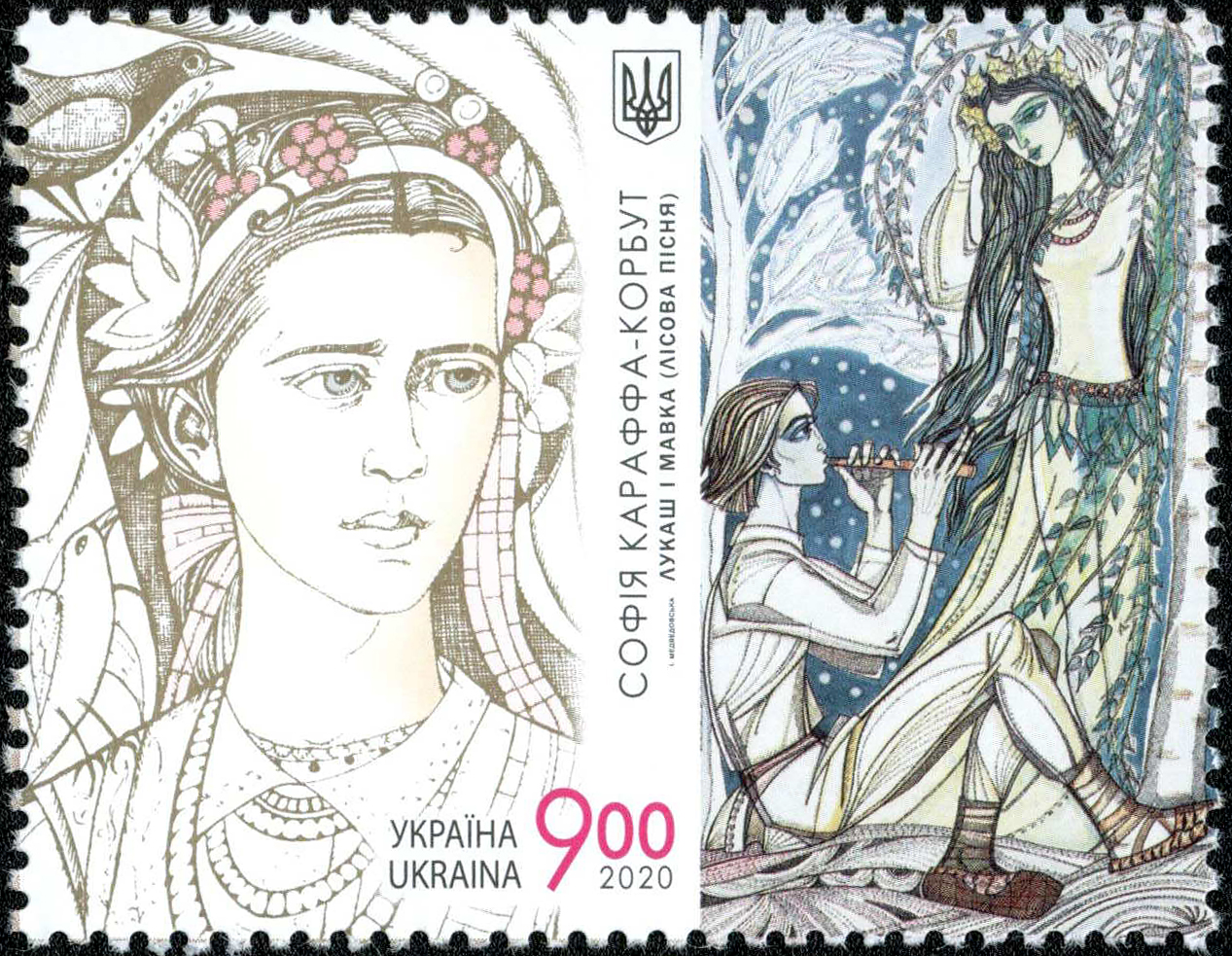
Почтовая марка Украины, 2020 год
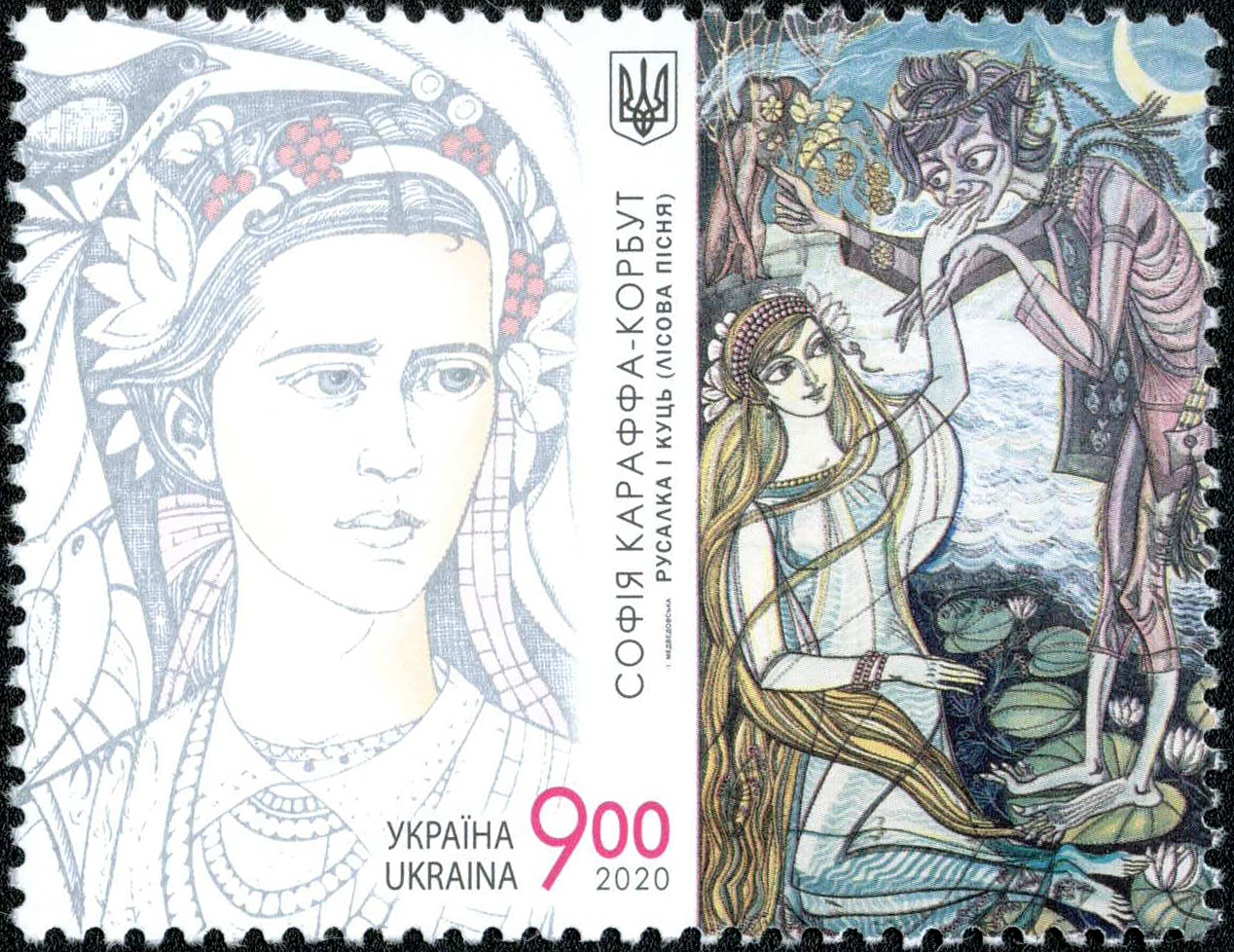
Почтовая марка Украины, 2020 год